# Алексіс де Кастільон
Алексіс де Кастільон, віконт де Сен-Віктор (13 грудня 1838, Шартр, Ер і Луар — 5 березня 1873, Париж) — французький композитор.

## Біографія
Представник старої дворянської сім'ї династії Ланґедоків. Батьки призначали його з дитинства до військової кар'єри, однак Кастільон відмовився від цього на користь музики, яку почав вивчати спочатку на батьківщині, а потім фортеп'яно і композицію в Паризькій консерваторії. Учень Сезара Франка, Віктора Массе і Шарля Деліу Савіньяк.
З 1856 навчався у Військовій академії Сен-Сір. Потім служив офіцером кірасирського, пізніше уланського полку.
Незважаючи на слабке здоров'я, добровольцем брав участь з 1870 року в франко-пруській війні, проте захворів і був демобілізований в 1871 році.
У лютому 1871 року брав участь спільно з Роменом Бюссіном, Камілем Сен-Сансом й Анрі Дюпарком в створенні Національного музичного товариства, основним завданням якого був розвиток сучасної французької музики і виконання творів сучасних композиторів.
Помер від ускладнень, спричинених хворобою, яка перебігала з гарячкою, в 1873 році.

## Творчість
Видав кілька творів камерної музики (фортеп'янні квінтет, квартет і тріо), багато фортеп'янних п'єс і романсів, в рукописах залишив фортеп'янний концерт і симфонічну увертюру «Torquato Tasso», 2 оркестрові сюїти, симфонію, месу і псалом.

## Вибрані твори
П'єси для фортеп'яно
- Première suite тв.5;
- Cinq pièces dans le style ancien тв.9 (1871);
- Deuxième suite тв.10;
- Six valses humoristiques тв.11;
- Pensées fugitives (Aveu, Première Mazurka, Causerie, Regrets, Deuxième Mazurka, Feu Follet, Bayadère, Extase, Colombine, Appel du Soir, Troisième Mazurka)

Камерна музика
- Quintette avec piano тв.1 (1864);
- Quatuor à cordes en la mineur тв.3;
- Trio no 1 avec piano тв.4;
- Sonate pour violon et piano тв.6;
- Quatuor avec piano en sol mineur тв.7 (1869);
- Trio no 2 avec piano (sans n ° d'тв.).

Оркестрова музика
- Concerto pour piano et orchestre en ré majeur op . 12 (1871);
- Esquisses symphoniques тв.15 (1872);
- Paraphrase du Psaume 84 pour soli, chœurs et orchestre тв.17.